# ديفيد بليتزر
ديفيد بليتزر (بالإنجليزية: David Blitzer) (7 سبتمبر 1969) هو مُستثمر أمريكي ومالك فريق رياضي. يشغل منصب رئيس مجلس إدارة شركة الاستثمار الخاص بلاكستون، والشريك الإداري لفريق نيوجيرسي ديفلز في دوري الهوكي الوطني وفريق فيلادلفيا سفنيتي سيكسرز في دوري كرة السلة الأميركي للمحترفين. يُدير أيضًا العديد من أندية كرة القدم، ويملك 25% من فريق كليفلاند جارديانز، وهو شريك محدود في فريق واشنطن كوماندرز، مما يجعله أول شخص يمتلك حقوق ملكية الفريق في الدوريات الرياضية الخمس الكبرى في أمريكا الشمالية. تخرج بليتزر من كلية وارتون بجامعة بنسلفانيا وانضم إلى شركة بلاكستون في عام 1991، حيث شغل منصب رئيس الفرص التكتيكية العالمية للشركة من عام 2012 حتى انتقاله إلى منصب رئيس مجلس الإدارة في عام 2024. وهو والمؤسس المشارك لشركة إدارة أبولو العالمية، وجوش هاريس، شريكان متكرران، حيث دخل الثنائي مجال الأعمال الرياضية في عام 2011 وأسسا شركة هاريس للرياضة والترفيه في عام 2017. تقدر القيمة الصافية لثروة بليتزر بنحو 2 مليار دولار.

## حياته الشخصية
يعتنق ديفيد بليتزر الدين اليهودي. هو متزوج من أليسون بليتزر، ولديهما خمسة أطفال. قدرت مجلة فوربس صافي ثروته في نوفمبر 2023 بنحو 2.2 مليار دولار. أُدين والد زوجة بليتزر، ستيوارت روس، الذي كان يمتلك حقوق فيلم السنافر في أمريكا الشمالية، بالابتزاز في عام 2010 وحُكم عليه بالسجن لمدة خمس سنوات. أسس بليتزر مؤسسة عائلة بليتزر في عام 2014. هو عضو في مجلس أمناء نظام صحة جبل سيناء وكلية وارتون، ومتبرع لمنظمة هليل الدولية؛ وهي منظمة تساعد الطلاب اليهود. شارك في ندوات الأعمال الرياضية التي استضافتها كلية وارتون في عام 2019 وسبورتيكو في عام 2022.

## حياته المهنية

### الحياة المبكرة وبلاكستون
وُلِد بليتزر في 7 سبتمبر 1969 في سكوتش بلينز، نيو جيرسي. تخرج من مدرسة سكوتش بلينز-فانوود الثانوية في عام 1987، وتخرج بتقدير امتياز مع مرتبة الشرف من كلية وارتون بجامعة بنسلفانيا في عام 1991. انضم بليتزر إلى شركة الاستثمار الخاصة بلاكستون بعد فترة وجيزة من تخرجه وعمل في لندن بين الأعوام2001 إلى 2011 للإشراف على مصالح الشركة في أوروبا.  هو عضو في لجنة الإدارة الخاصة بهم وترأس مجموعة الفرص التكتيكية العالمية الخاصة منذ عام 2012 حتى تنحيه عن منصبه وتوليه منصب رئيس مجلس الإدارة في نوفمبر 2024.

### إدارة الرياضة
بدأ بليتزر في التفكير في الاستثمار في الرياضة بعد لقاء المؤسس المشارك لشركة أبولو جلوبال مانجمنت جوش هاريس في عام 2008، في لندن. بحلول عام 2011 تم تشكيل الثنائي لمجموعة استثمارية اشترت فريق فيلادلفيا سفنيتي سيكسرز التابع للرابطة الوطنية لكرة السلة (NBA) مقابل 280 مليون دولار. من بين الأعضاء الآخرين في المجموعة آرت وروبيل، وجيسون ليفيين، وآدم آرون، وديفيد هيلر، وجيمس لاسيتر، ومايكل روبين، وويل سميث، وجادا بينكيت سميث وإريك توهير. في أغسطس 2013، اشترى بليتزر وهاريس فريق نيوجيرسي ديفلز من دوري الهوكي الوطني، مركز برونديشال، مقابل 320 مليون دولار. ترأس بليتزر والمستثمر ديفيد أبرامز مجموعة امتلكت 50% من سكرانتون / ويلكس بار رايل رايدرز ، الشركة التابعة لفريق نيويورك يانكيز، من عام 2014 حتى بيعها لشركة القابضة الماس البيسبول في عام 2021.
شارك بليتزر في تأسيس شركة هاريس بليتزر للرياضة والترفيه في عام 2017. بالإضافة تمتلك الشركة فرق من دوري الرابطة الوطنية لفئة التطوير، ومن الدوري الأمريكي لهوكي الجليد، وفريق الرياضات الإلكترونية،  وشركة رأس المال الاستثماري في مجال التكنولوجيا الرياضية  وشركة التسويق والضيافة وتذاكر الفعاليات. في يناير 2022، اشترى بليتزر وشريكه المؤسس ريان سميث نادي ريال سالت ليك التابع لدوري كرة القدم الرئيسي (MLS) و ملعب ريو تينتو، والذي تضمن ملعب ريال موناركسو . كما أعاد الثنائي تأسيس فريق يوتا رويالز التابع للرابطة الوطنية لكرة القدم النسائية (NWSL)، والذي توقف نشاطه في عام 2020 وأصبح فريق كانساس سيتي كورينت. اشترى حصة 25 في المائة في فريق كليفلاند جارديانز التابع لـ MLB في يونيو 2022، مع خيار الاستحواذ على حصة مسيطرة في عام 2028. بليتزر هو أول شخص يمتلك أسهم فريق في الدوريات الرياضية الخمس الكبرى في أمريكا الشمالية: الدوري الاميركي للمحترفين، والدوري الوطني للهوكي، والدوري الوطني لكرة القدم، والدوري الأميركي لكرة القدم، والدوري الأميركي للبيسبول.
اشترى بليتزر حصة 18% في نادي كرة القدم الإنجليزي كريستال بالاس في عام 2015. عمل على تأسيس شركة القابضة لكرة القدم العالمية، التي استثمرت في نادي إشتوريل برايا الرياضي (البرتغال)، نادي ألكوركون (إسبانيا)، نادي النجم الأحمر فاسلاند بيفيرين الملكي (بلجيكا)، نادي آوغسبورغ (ألمانيا)، نادي أدو دين هاغ (هولندا)،  ونادي بروندبي (الدنمارك). في عام 2020، اشترى بليتزر وهاريس حصة بقيمة 140 مليون دولار في فريق بيتسبرغ ستيلرز التابع لدوري كرة القدم الوطني (NFL). في عام 2023، كان جزءًا من مجموعة أخرى بقيادة هاريس التي اشترت فريق واشنطن كوماندرز التابع لرابطة كرة القدم الأمريكية مقابل 6.05 مليار دولار، وهو أعلى سعر على الإطلاق لفريق رياضي. في العام نفسه، استثمر بليتزر في عودة سلام بول، وهي بطولة كرة سلة تجمع عناصر من رياضات أخرى، تم تعيينه في اللجنة التنفيذية لـ NHL في أكتوبر 2023، وهي المسؤولة عن فحص طلبات الملكية الجديدة، والمفاوضات الجماعية، وتوسيع الدوري. بليتزر ولاعب الجولف المحترف تايجر وودز هما مالكا نادي جوبيتر لينكس للجولف والذي تأسس في عام 2023.
في عام 2024، باع حصته في فريق ستيلرز إلى آرت روني الثاني وتوماس تول. بليتزر عضو في كلية الرياضة، وهي مجموعة تم تشكيلها في عام 2024 وتتكون من 20 مالك فريق محترف، ومديري الدوري، وإداريي الكليات يقترحون إصلاحًا شاملاً لكرة القدم الجامعية، بما في ذلك إلغاء المؤتمرات وإعادة تنظيم مدارس القوة الخامسة في سبعة أقسام من عشرة لكل منها بنظام ترقية وهبوط للباقي. كما استثمر بليتزر وهاريس أيضًا في العلامات التجارية الرياضية للشباب، حيث شكلا شركة رياضة لا مثيل لها كشركة أم في مارس 2024 برأس مال من مجموعة مجموعة تشيرنين.

## ملكيات

#### فرق تدار تحت قيادة هاريس بليتزر للرياضة والترفيه
| فريق                    | الدوري                     | سنة  | ملحوظات                      |
| ----------------------- | -------------------------- | ---- | ---------------------------- |
| فيلادلفيا سفنيتي سيكسرز | الرابطة الوطنية لكرة السلة | 2011 | الشريك الإداري مع جوش هاريس. |
| نيوجيرسي ديفلز          | دوري الهوكي الوطني         | 2013 | الشريك الإداري مع جوش هاريس. |
| جو جيبس ريسينغ          | ناسكار                     | 2023 | شريك محدود مع جوش هاريس.     |

#### فرق تدار تحت شركة القابضة لكرة القدم العالمية
| فريق                | الدوري                   | سنة  | ملحوظات                               |
| ------------------- | ------------------------ | ---- | ------------------------------------- |
| جي دي استوريل برايا | الدوري البرتغالي الممتاز | 2019 | المالك                                |
| نادي ألكوركون       | دوري الدرجة الثانية      | 2019 | المالك                                |
| فاسلاند بيفيرين     | دوري تشالنجر للمحترفين   | 2020 | المالك مشارك مع جهم نجفي وجيف موراد   |
| نادي أوغسبورغ       | الدوري الألماني          | 2021 | المالك مشارك مع كلاوس هوفمان؛ حصة 45% |
| أدو دين هاج         | القسم الأول              | 2021 | المالك                                |
| نادي بروندبي        | الدوري الدنماركي الممتاز | 2022 | المالك (50.1%)                        |

#### فرق مملوكة له بشكل مستقل
| فريق                                        | الدوري                            | سنة  | ملحوظات |
| ------------------------------------------- | --------------------------------- | ---- | --- |
| راكبو السكك الحديدية في سكراانتون/ويلكس بار | الدوري الدولي                     | 2014 | حصة 50٪ مع ديفيد أبرامز. تم بيعها إلى Diamond Baseball Holdings في عام 2021.                                      |
| كريستال بالاس                               | الدوري الانجليزي الممتاز          | 2015 | شريك عام مع ستيف باريش وجون تيكستور وجوش هاريس؛ حصة 18%                                                           |
| ريال سالت ليك                               | الدوري الرئيسي لكرة القدم         | 2022 | المالك المشارك مع ريان سميث . تتضمن America First Field ، وZions Bank Stadium ، و Real Monarchs من MLS Next Pro . |
| كليفلاند إنديانز                            | دوري البيسبول الرئيسي             | 2022 | شريك محدود؛ حصة 25% مع خيار أن يصبح مالكًا للأغلبية في عام 2028                                                    |
| يوتا رويالز                                 | الدوري الوطني لكرة القدم النسائية | 2023 | مالك مشارك مع ريان سميث                                                                                           |
| قادة واشنطن                                 | الدوري الوطني لكرة القدم          | 2023 | شريك محدود تحت إدارة جوش هاريس                                                                                    |
| نادي جوبيتر لينكس للغولف                    | تي جي ال                          | 2023 | مالك مشترك مع تايجر وودز                                                                                          |